# Радио Шабац
Радио Шабац је локални радио у Србији. Седиште радија је у Шапцу, у улици Кнеза Лазара 1. Власник радија је Скупштина општине Шабац.  Основан је 20. децембра 1969. године. Тог дана у 10 часова, у етру се чуо прво звучни сигнал а затим речи спикера Слободана Ћурчића: "Овде Радио Шабац, на таласној дужини 258 метара. . . Почињемо емитовање свечаног отварања наше радио станице".  
Студио из ког је емитован програм налазио се у Карађорђевој 17,  у кући која је срушена у време изградње новог хотела и Трга pеволуције ( данас Градски трг). Радио се сели у адаптиране просторије хотела Зелени венац. Чланови прве екипе која је реализовала програм били су: главни и одговорни уредник Томислав Јеротић, новинари: Јован Радосављевић, Предраг Ивановић и Слободан Ћурчић и техничар Живорад Трифуновић.
Предајник радија, снаге 50 вати није могао да обезбеди већи радијус чујности.  Како би се обезбедио већи домет и квалитетнија чујност у свим општинама Подриња, предузимају се  кораци за повећање капацитета предајника и набавку уређаја. Идеју о набавци јечег предајника подржала су сви већи шабачки колективи. Убрзо су прикупљена неопходна средства за изградњу зграде за предајник и антенског стуба у селу Корман. Чекала се сагласност Савезне управе за радио везе за постављање 10-киловатног предајника. Први захтев је одбијен са образложењем да предајници локалних радио станица не могу радити са снагом већом од једног киловата. Савезна управа за радио везе затражила је сагласност суседних општина и изјаву о њиховој заинтересованост за изградњу јаче станице у Шапцу. У то време и Радио Подриње из Лознице са предајником од 2 киловата није могло да обезбеди квалитетну чујности у Азбуковици, Рађевини, па и у Шапцу.  Убрзо су стигле писмене сагласности са потписима општинских скупштина: Шапца, Богатића, Владимираца, Коцељеве, Крупња и Љубовије. Савезна управа за радио везе је након тога дала дозволу за рад 10-киловатног предајника  на фреквенцији 791 килохерца.  На годишњицу ослобођења Шапца, 23.октобра 1971. године пуштен је у рад предајник на таласној дужини 379 метара.
Програм Радио Шапца био је препознатљив по народној музици, жељама слушалаца и контакт емисијама. Музику су бирали професионали музичари: Сава Терзић и Милорад Пантелић. Седамдесетих и осамдесетих година прошлог века Радио Шабац је био најслушанија радио-станица у СФРЈ.
Радио Шабац је уз праву народну музику неговао и лепоту говора спикера и водитеља. Слушаоци су по гласу спикера препознавао радио. Донка Димитријевић, Брана Илић, Вера Драгојловић, Милан Вулетић су лепотом говора засењивали и гласове Радио Београда.
На програму Радио Шапца емитоване су и бројне емисије из привредног, културног, забавно-спортског и политичког живота. Прву редакцију чинили су новинари листа „Глас Подриња“. Редакција је имала  дописнике из свих осам општина Подриња (Шабац, Владимирци, Коцељева, Богатић, Лозница, Крупањ, Љубовија и Мали Зворник). Сваког дана у 16 часова емитован је Дневник у коме су презентоване вести из града и прилози дописника.   
Радио Шабац и Глас Подриња су 25 година били организатори путујућег фестивала народне музике Распевана јесен на коме су се такмичили певачи аматери из целе Југославије. На концертима су учествовали најпознатији извођачи новокомпоноване музике. Певачи аматери су поред учешћа на концертима, снимали заједничку ЛП плочу са песмама које су биле у конкуренцији за победничку песму Распеване јесени у тој години.
Радио Шабац је један од најстаријих радио-станица у Србији. Oд оснивања је био део Радио новинске издавачке радне огранизације, РНИРО " Глас Подриња", са седиштем у хотелу Зелени венац. Средином 1988. године РНИРО "Глас Подриња" се сели у нове, наменски изграђене просторије са два радијска и два телевизијска студија. Захваљујући средњеталасном предајнику снаге 10 киловата, смештеном у атару села Корман, Радио Шабац се могао слушати широм Европе.  Међутим, током НАТО агресије срушен је деведесетметарски антенски стуб чиме је престало емитовање програма на средњим таласима.    
У склопу радија је регионална ТВ  Шабац.   
Фреквенција
- Шабац и мањи део Београда -103.7 МHz